# Palazzo Manzi (Napoli)
Il palazzo Manzi è un edificio di valore storico e architettonico di Napoli ubicato in via Foria, al numero 76.
Venne eretto nel 1840 da Francesco De Cesare, su commissione di Luigi Manzi.
Il palazzo presenta una semplice ed imponente decorazione caratterizzata dalla simmetria della facciata; la cima del prospetto è ornata da un'altana, mentre il corpo centrale è lievemente avanzato. Interessante peculiarità del palazzo è una razionale distribuzione degli interni.
L'edificio è conservato in condizioni discrete, ma non eccelse.